# Анушка Шарма
Анушка Шарма (гінді अनुष्का शर्मा; нар. 1 травня 1988, Айодх'я, Індія) — індійська акторка і модель. Знімається у фільмах на гінді (Боллівуд) і є однією з найпопулярніших і високооплачуваних акторок Індії. Володарка кількох нагород, включаючи Filmfare Awards.
Анушка Шарма є амбасадоркою кількох брендів і продуктів та бере активну участь у соціальних мережах. Вона також підтримує різні благодійні справи, включаючи гендерну рівність і права тварин.

## Життєпис
Анушка Шарма народилася 1 травня 1988 року в місті Айодхья штат Уттар-Прадеш. Її батько, полковник Аджай Кумар Шарма є офіцером армії, а мати — домогосподаркою, її старший брат Karnesh — кінопродюсер, який раніше служив в торговельному флоті. В інтерв'ю Times India в 2012 році вона сказала: «Я з гордістю кажу, що я — донька офіцера, що навіть більше, ніж бути акторкою».
Після закінчення «Army School» отримала гуманітарну освіту в коледжі «Mount Carmel» в Бангалорі.
З 15 років працювала в модельному бізнесі. У 2008 році дебютувала в кіно в парі з Шахрух Ханом у фільмі «Цю пару створив Бог». Здобула популярність, зігравши в романтичних фільмах «Весільна церемонія» (2010) і «Поки я живий» (2012). За фільм «Поки я живий» отримала Filmfare Award за найкращу жіночу роль другого плану. У 2014 році зіграла репортерку в комедії «Пікей» з Аміром Ханом, яка стала найбільш касовою кінострічкою року в Індії. Отримала похвали критиків за роль в трилері «Національна траса» (2015), який став її продюсерським дебютом. іФьми о, щвийшли в 2016 році з їаї участю: «Султан» і «Серцю нелегко» мали великий комерційний успіх.
У 2017 році вийшов фільм Phillauri, в якому крім провідної актриси вона виступила продюсеркою. Її героїня в ньому — привид дівчини, що жила в XIX столітті. Фільм мав комерційний успіх. Фільм «Коли Гаррі зустрів Седжано», що вийшов того ж року, де вона знову знялася в парі з Шахруха Ханом, провалився в прокаті.
Зараз знімається в поки безіменному фільмі Ананда Л. Рая. Також готується до випуску фільм Pari. Крім цього вона з'явиться в байопіку про Санджай Датт Sanju.

## Особисте життя
У грудні 2017 року одружилася з гравцем в крикет Вирата Кохль, з яким зустрічалася кілька років.

## Фільмографія
| Рік  |   | Українська назва                       | Оригінальна назва          | Роль                     |
| ---- | - | -------------------------------------- | -------------------------- | ------------------------ |
| 2008 | ф | Цю пару створив Бог                    | Rab Ne Bana Di Jodi        | Танія «Тані» Сахні       |
| 2010 | ф | Компанія негідників / Фарцовщики       | Badmaash Company           | Бюль-Бюль Сінгх          |
| 2010 | ф | Зіграємо весілля / Весільний переполох | Band Baaja Baaraat         | Шруті Каккар             |
| 2011 | ф | Дім «Патіала»                          | Patiala House              | Симран Чаггал            |
| 2011 | ф | Леді проти Ріккі Бахла / Приманка      | Ladies vs Ricky Bahl       | Ішик Десаї / Ішик Патель |
| 2012 | ф | Поки я живий                           | Jab Tak Hai Jaan           | Акіра Рай                |
| 2013 | ф | Матру, Біджлі і лютня                  | Matru Ki Bijlee Ka Mandola | Біджлі мандол            |
| 2014 | ф | Пікей                                  | PK                         | Джагатая «Джагга» Сахні  |
| 2015 | ф | Траса номер 10                         | NH 10                      | Миру                     |
| 2015 | ф | Бомбейський Оксамит                    | Bombay Velvet              | Розі Норохна             |
| 2015 | ф | Нехай серце б'ється                    | Dil Dhadakne Do            | Фара Алі                 |
| 2016 | ф | Султан                                 | Sultan                     | Арфа Хуссейн             |
| 2016 | ф | Серцю нелегко / Справи сердечні        | Ae Dil Hai Mushkil         | Алізе Хан                |
| 2017 | ф | Філлаурі                               | Phillauri                  | Шаші                     |
| 2017 | ф | Коли Гаррі зустрів Седжано             | Jab Harry met Sejal        | Седжано Завері           |
| 2018 | ф | Фея                                    | Pari                       | Рукшана                  |
| 2018 | ф | Нитка з голкою                         | Sui Dhaaga                 | Мамта                    |
| 2018 | ф | Санджай                                | Sanju                      | Вінні Діас               |
| 2018 | ф | Нуль                                   | Zero                       | Афія Біндер              |